# Дроб'як Павло Михайлович
Дроб'як Павло Михайлович (1 травня 1948, Дмитровичі, Львівська область — 7 червня 2009) — український фотохудожник, засновник національного бієнале «Природа», один із засновників Спілки фотохудожників України. Член Івано-Франківської обласної організації Національної спілки фотохудожників України (1989). Художник Міжнародної федерації фотомистецтва АФІАП. Призер низки вітчизняних і зарубіжних фотоконкурсів. Входить до ширшого кола мистецького «Станіславського феномену». Псевдонім — «Фотопавло».

## Біографія
Чи легко упіймати застояне повітря

провулків, архаїчних, немов даґеротип,

коли твоя робітня — завалена дровітня,

і не виходять очі, а іноді роти?

І хто нарешті винен, що з нас такі моделі,

що клацає намарне пащека-апарат?

Таким, як наші, пискам — не місце у музеї,

бо ми — не те що камінь чи дикий виноград.

Та все ж фотографуєш. Ці невиразні більма

наповнити душею і зберегти в роках!..

Яка уважна камера, яка чутлива фільма —

просвічують бретельки і вени на руках.

Бо ми кудись течемо й минаємо щомиті,

а з річкової твані волого світить рінь —

коли навколо тьмяно і контури розмиті,

потрібен фотоспалах, як блискавка прозрінь,

потрібно трохи солі, щоб очі проявити,

щоб нас отут зібрати, немов довкіл стола.

Ще мить — і оживемо. Не гнути й не кривити!

І сохнуть, мов полотна, послання від Павла.
Юрій Андрухович, «ФотоПавло», Івано-Франківськ, 1989
Павло Дроб'як народився у селі Дмитровичі Львівської області. Відслуживши армію, переїхав до Львова, де працював в офсетному цеху друкарської фабрики «Атлас» помічником майстра, згодом був лаборантом у фотолабораторії, а тоді став фотографом у майстерні Українського спеціалізованого інституту «Укрпроектреставрація».
1975 року переїхав до Івано-Франківська, де став фотографом у обласному краєзнавчому музеї. В Івано-Франківську вступив до фотоклубу «Ватра», який проводив республіканські виставки художньої та документальної фотографії.
1989 року став членом Івано-Франківської обласної організації Національної спілки фотохудожників України та фотоклубу «Колумб» (місто Тисмениця). З 1991 року став вільним фотографом.
Робітня Павла Дроб'яка була на вулиці Гординського, вона також була місцем збирання для інтелектуалів міста у 1990-х роках.
1998 року переїхав назад у село Дмитровичі.

## Творчість
Фотограф-самоук. 1987 року отримав визнання після участі у виставці «Гори і люди» (Яремче). Його фотографії анонімно публікувалися у виданнях про культуру Прикарпаття 1990-х років.
Дослідниця Надія Бабій характеризує його роботи так: «Найперше це „фактурна“ фотографія, базована на вичлененні незвичних ракурсів з архітектурного чи побутового середовища, де співавтором образу є світло». Вона пов'язує його стиль із такими фотографами-абстракціоністами 1920-х рр: Родченком, Ман Реєм, Ласло Могой-Надь.
1980—1990-ті роки були найбільш продуктивними. Його робота «Спокій» у 1990-х отримала золоту медаль на міжнародній бієнале в Іспанії, золото Міжнародної федерації фотомистецтва.
1993 року «Карпатська серія» — зокрема знімки «Спокій», «Під дощем» — вийшла у московському журналі «ФОТО» у добірці найкращих робіт українських фотографів. 1995 року її відзначив британський альманах «Найкраща фотографія Європи». За цю серію Міжнародна федерація фотомистецтва (FIAP) нагородила його медалями і дипломами, а також почесним званням федерації — AFIAP.
Фотовиставка робіт Павла Дроб'яка «Memoria'94» присвячена кам'яній цвинтарній пластиці Прикарпаття стала першою в Україні, де, зауважила мистецтвознавиця Надія Бабій, відкрито демонструвалося «фото меморіальної пластики у природному середовищі, уникаючи музеєфікації. Виставка досліджувала контексти пам'яті, де ідея смерті є даністю, а цвинтарні фігури стали суб'єктами цієї даності».
З 1996 року у творчості Павла Дроб'яка мистецтвознавиця Надія Бабій також виділяє тематику «суб'єктивного „паломницького“ фотопортрету (…). Митця, як і у „Меморії“, заворожує простота обличь — переважно немолодих горянських типажів. (…) Найпростішими засобами, уникаючи афектації, він досягає надзвичайної виразності, а статична композиція визначальна: головний персонаж переважно розміщується прямо по центру, демонструючи відмову фотографа від подвійної гри, акцентуючись лише на фіксації миті».
З 1998 року, з переїздом назад до села, відмовився від цифрової фотографії, знімав кольорові моноклеві пейзажі та монохромні документальні портрети. Фотографії друкував вручну.
Багато негативів робіт було втрачено, друковані роботи зберігаються у приватних колекціях.

## Виставки
- 1986 — спільна виставка з художником Ігорем Панчишиним та архітектором Зеновієм Соколовським (Каунас)[9];
- 1987 — виставка «Гори і люди» (Яремче)[4];
- 1988 — виставка «Шести»: Ігор Панчишин, Михайло Вітушинський, Микола Яковина, З. Атлантова, Марта Базак, Павло Дроб'як (Івано-Франківськ)[6];
- 1989 — персональна виставка в рамках І міжнародної бієнале «Імпреза»[5];
- 1994 — «Memoria'94», спільно з Івано-Франківським державним художнім музеєм[6];
- 2018 — «Best of ФотоПАВЛО» (найкращі роботи Павла Дроб'яка періоду 1980—1990 років), Дмитровичі, 2018[7].

Окремі роботи Павла Дроб'яка виставлялися за межами України:
- «Під дощем-1» (19—31 липня 1993; The London Salon of Photography. 82nd Annual Exhibition 1993. London Bridge, England);
- «Спокій» (1994; 1éme Salon International. Riedisheim, France);
- «Спокій», «Портрет жінки -2» (1 травня—20 червня 1994; ІІІ Biennal Internacional de Fotografia «Aqűeducte». Cerdanyola del Vales, España. FIAP);
- «Спокій» (28 червня—25 серпня 1994; 4ème Salon international d'art photographique. Grenoble, France. FIAP 94/89);
- «Під дощем — 1», «Спокій» (25 жовтня—9 листопада 1997; Concours Photographique International FOCALES ’97. Coudekerd-Branche, France);
- «Біля порогу» (9—29 липня 1995; The London Salon of Photography. 84th Annual Exhibition 1995. London Bridge, England);
- «Портрет жінки-2» (квітень 1996; 11éme Salon International d'Art Photographique, 49 éme Criterium Jeanne d'Arc. Orleans, France. FIAP);
- «Червень» (1 травня—20 червня 1996; IV Biennal Internacional de Fotografia «Aqűeducte». Cerdanyola del Vales, España. FIAP);
- «Змова» (15—23 листопада 1997; XXIIème Salon International d'Art Photographique. Cholet, France);
- «Спокій» (1—16 серпня 1998; 24. Algarve Photo Salon. Silves, Portugal. FIAP);
- «Під дощем-1», «Змова» (30 липня—15 серпня 1999; 24. Algarve Photo Salon. Silves, Portugal. FIAP);
- «Спокій», «Портрет жінки-2» (16—22 листопада 1999; 23éme Salon National. Vernon, France).

## Вшанування пам'яті
- На могилі встановлено металеву фотокамеру на тринозі[7].
- Вулиця Дмитровичів, де жив фотохудожник, названа його іменем[7].
- З 2014 року у селі Дмитровичі організовують міжнародний пленер «ФотоПАВЛО»[10], названий на честь однойменної поезії Юрка Андруховича[7]. Серед організаторів пленеру є Львівська та Івано-Франківська обласні організації Національної спілки фотохудожників України та народний фотоклуб «Колумб» (Тисмениця).

## Виноски
1. ↑  http://nashemisto.if.ua/content/view/684
2. ↑  (за станом на 01.12.99 р.). Довідник спілки фотохудожників України. Київ: Спілка фотохудожників України. 1999. с. 48.
3. 1 2 3 4 5 6 7  Помер український фотохудожник Павло Дроб’як. nashemisto.if.ua. 11.06.2009. Процитовано 01.05.2023.
4. 1 2 3 4 5 6 7 8 9 10 11 12 13 14 15 16 17  Знахар від фотографії. www.karpaty.net.ua. 2008. Архів оригіналу за 18 лютого 2020. Процитовано 01.05.2023.
5. 1 2 3 4 5 6  Бабій, 2020, с. 245.
6. 1 2 3 4 5  Бабій, 2020, с. 246.
7. 1 2 3 4 5  Best of ФотоПАВЛО. gk-press.if.ua. 09.08.2018. Процитовано 01.05.2023.
8. 1 2  Пленер "ФотоПАВЛО 2021" усьоме зібрав у рідному селі Павла Дроб'яка українських фотомайстрів. suspilne.media. 18.07.2021. Процитовано 01.05.2023.
9. ↑  Бабій, 2020, с. 245—246.
10. ↑  Бабій, 2020, с. 247.